# 木村肥佐生

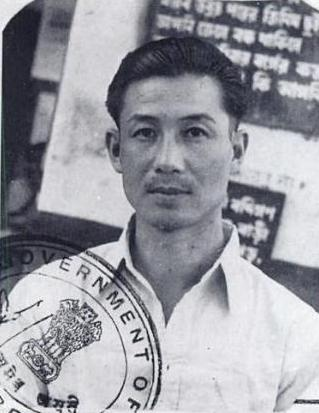
1950年4月にカルカッタ警察に投降した後の木村肥佐生

木村 肥佐生（きむら ひさお、1922年（大正11年）1月4日 - 1989年（平成元年）10月9日）は、亜細亜大学アジア研究所教授。チベット研究で著名。モンゴル名はダワサンボー。

## 略歴
長崎県佐世保市生まれ。九州学院卒業後、海員養成所に入り、南洋定期航路線に乗り組むも船員生活を断念。1940年、興亜院のモンゴル留学生として蒙古善隣協会興亜義塾に二期生として入学（同じくチベット調査した西川一三は三期生）。1941年蒙古善隣協会職員。1942年、大東亜省内蒙古張家口大使館調査課。1943年、チベットに潜行し諜報活動に従事。1950年、インド経由で日本に帰国。1951-1976年、駐日アメリカ大使館に勤務、情報活動にあたる。1977年、亜細亜大学アジア研究所教授、チベット文化研究会副会長。1989年10月9日、十二指腸穿孔のため死去。
1965年（昭和40年）ペマ・ギャルポらを丸木清美の支援を得て難民として日本に受け入れた。また、1981年から1987年にかけて発表した亜細亜大学アジア研究所の紀要論文で日本人として2番目にラサに入ったがあまり知られていなかった成田安輝の行動・背景を明らかにした。

### チベット潜入
連合軍がシベリア、新疆経由による重慶の蒋介石への物資ルート(西北ルート)の実態を調査する目的で1943年12月15日に身分を張家口の日本大使館調査官として西北ルートの潜入へ出発した。モンゴル人2名とともに1年間草原の暮らしを過ごしながら西へ向かい、1944年2月2日西寧に到着。その際にクムブム寺でパンチェン・ラマ10世の推戴式を目撃している。その後、ツァイダムに入るものの、1年間拘束状態になる。1945年5月18日にツァイダムを経ち、9月2日にラサ到着。しかし、ラサで太平洋戦争の終戦を知り、動揺したことから19日の滞在ののち、インドへ向かう。インドのカリンポンで終戦を確認したが、チベット人との出会いによってイギリスの情報活動に協力する。1947年にはスパイとして西川一三とともに中国軍のチベットに対する動きを調査する目的で東チベットに訪れる。1948年3月にふたたびラサに入るが、1949年に追放される。カルカッタで日本の貨物船が停泊していることを知り、治安当局に出頭し、日本への送還が決まる。1950年6月10日に日本へ帰国。

## 著書

### 単著
- チベット潜行十年、毎日新聞社 1958、中公文庫 1982
- チベット偽装の十年、中央公論社、1994、スコット・ベリー編、三浦順子訳
  - 原タイトル: Japanese agent in Tibet、Serindia、as told to Scott Berry、1990

### 翻訳
- モンゴル人民革命党中央委員会宣伝部編「モンゴル人民共和国のすべて : Ю.ツェデンバルの指導する国」宮地亮一編、1977、「モンゴル人民共和国」(1963) の改題合本復刊
- ダライ・ラマ「チベットわが祖国 : ダライ・ラマ自叙伝」亜細亜大学アジア研究所、1986、中公文庫、1989、改版2001、新版2015

### 論文
- CiNii>木村肥佐生